# マザペルチン
マザペルチン（Mazapertine、RWJ-37796）は、抗精神病薬である。

## 概要
ジョンソン・エンド・ジョンソンによって開発されたが、販売されたことはない。ドーパミンD2 、セロトニン5-HT1A、およびα1アドレナリン受容体に対する親和性を介して薬理学的効果を発揮する。
マザペルチンは安全であり、経口投与した場合の忍容性は良好である。
マザペルチンのアナログは、立体配座制限された場合、5-HT1A受容体に対してより高い親和性を有する。